# Metropoline
Metropoline (hebräisch מטרופולין) ist ein israelisches Verkehrsunternehmen das Buslinien zwischen den zwei Städten Tel Aviv und Beʾer Scheva betreibt. Die Kooperative wurde 2000 vom Busunternehmen Tourbus sowie weiteren Partnern gegründet.
| Line | Route                                                                 | Via |
| ---- | --------------------------------------------------------------------- | --- |
| 26   | Beʾer Scheva Busbahnhof – Eshkolot                                    | Omer, Kreuzung Mechlaf Schoqet                                                                                 |
| 27   | Beʾer Scheva Busbahnhof – Tena-Omarim                                 | Omer, Kreuzung Mechlaf Schoqet, Meitar                                                                         |
| 28   | Beʾer Scheva Busbahnhof – Meitar                                      | Omer |
| 37   | Beʾer Scheva Busbahnhof – Omer                                        | |
| 44   | Beʾer Scheva Busbahnhof – Qadesch Barneʿa (Nitzanei Sinai)            | Maschʾabbei Sade, Tlalim, Kreuzung Zomet Qetziʿot                                                              |
| 45   | Beʾer Scheva Busbahnhof – Retamim                                     | Revivim |
| 46   | Beʾer Scheva Busbahnhof – Gefängnis Beʾer Scheva                      | Camp Nathan |
| 52   | Beʾer Scheva Busbahnhof – Kuseife                                     | Omer, Kreuzung Mechlaf Schoqet, Hura                                                                           |
| 54   | Beʾer Scheva Busbahnhof – Militärflugplatz Nevatim                    | Shaqib al-Salam                                                                                                |
| 58   | Beʾer Scheva Busbahnhof – Jerocham                                    | |
| 59   | Beʾer Scheva Busbahnhof – Camp Nevatim                                | Omer, Kreuzung Mechlaf Schoqet                                                                                 |
| 60   | Beʾer Scheva Busbahnhof – Mitzpe Ramon Ben Gurion St.                 | Maschʾabbei Sade, Tlalim, Sede Boker, Camp Ramon, Camp Laskov                                                  |
| 351  | Beʾer Scheva Busbahnhof – Tel Aviv Busbahnhof                         | Rischon LeZion Alter Busbahnhof, Rechovot, Gedera, Malʾachi, Sderot                                            |
| 353  | Beʾer Scheva Busbahnhof – Tel Aviv Busbahnhof                         | Javne Busbahnhof                                                                                               |
| 354  | Beʾer Scheva Busbahnhof – Ben Gurion International Airport Terminal 3 | Lod, Ramla, Kreuzung Zomet Malʾachi, Qirjat Gat Busbahnhof, Kreuzung Mechlaf Qamah                             |
| 360  | Beʾer Scheva Busbahnhof – Aschdod Busbahnhof                          | Kreuzung Mechlaf Qamah                                                                                         |
| 367  | Beʾer Scheva Busbahnhof – Rischon LeZion Busbahnhof                   | Rechovot, Kreuzung Zomet Malʾachi, Qirjat Gat Busbahnhof, Kreuzung Mechlaf Qamah                               |
| 368  | Beʾer Scheva Busbahnhof – Aschdod Busbahnhof                          | Kreuzung Mechlaf Qamah                                                                                         |
| 368א | Beʾer Scheva Busbahnhof – Aschdod Busbahnhof                          | Kreuzung Zomet Malʾachi, Kreuzung Mechlaf Qamah                                                                |
| 369  | Beʾer Scheva Busbahnhof – Tel Aviv Busbahnhof                         | Javne Busbahnhof, Kreuzung Zomet Malʾachi, Qirjat Gat Busbahnhof                                               |
| 369א | Beʾer Scheva Busbahnhof – Tel Aviv 2000 Terminal                      | Javne Busbahnhof, Kreuzung Zomet Malʾachi, Qirjat Gat Busbahnhof                                               |
| 370  | Beʾer Scheva Busbahnhof – Tel Aviv Busbahnhof                         | |
| 371  | Beʾer Scheva Busbahnhof – Tel Aviv Busbahnhof                         | Rischon LeZion Alter Busbahnhof, Rechovot, Gedera, Kreuzung Zomet Malʾachi, Qirjat Gat, Kreuzung Mechlaf Qamah |
| 380  | Beʾer Scheva Busbahnhof – Tel Aviv 2000 Terminal                      | |
| 386  | Beʾer Scheva Busbahnhof – Arad Busbahnhof                             | Omer, Kreuzung Mechlaf Schoqet                                                                                 |
| 388  | Beʾer Scheva Busbahnhof – Arad Busbahnhof                             | Omer, Kreuzung Mechlaf Schoqet, Hura                                                                           |